# Região Geográfica Intermediária de Passo Fundo
A Região Geográfica Intermediária de Passo Fundo é um dos oito regiões intermediárias do estado brasileiro do Rio Grande do Sul e uma das 134 regiões intermediárias do Brasil, criadas pelo Instituto Brasileiro de Geografia e Estatística (IBGE) em 2017. É composta por 144 municípios, distribuídos em onze regiões geográficas imediatas.
Sua população total estimada pelo Instituto Brasileiro de Geografia e Estatística (IBGE) para 1º de julho de 2018 é de 1 284 760 de habitantes, distribuídos em uma área total de 42 574,915 km².
Passo Fundo é o município mais populoso da região intermediária, com 201 767 habitantes, de acordo com estimativas de 2018 do Instituto Brasileiro de Geografia e Estatística (IBGE).

## Regiões geográficas imediatas
| Região geográfica imediata                         | Municípios | População Estimativa 2018 | Área (km²) |
| -------------------------------------------------- | --- | ------------------------- | ---------- |
| Região Geográfica Imediata de Passo Fundo          | Alto Alegre Campos Borges Coxilha Ernestina Espumoso Lagoa dos Três Cantos Mato Castelhano Nicolau Vergueiro Passo Fundo Pontão Ronda Alta Sertão Tapera Tio Hugo Três Palmeiras Victor Graeff | 274 935                   | 5 179,241  |
| Região Geográfica Imediata de Erechim              | Aratiba Áurea Barão de Cotegipe Barra do Rio Azul Benjamin Constant do Sul Campinas do Sul Carlos Gomes Centenário Cruzaltense Entre Rios do Sul Erebango Erechim Erval Grande Estação Faxinalzinho Floriano Peixoto Gaurama Getúlio Vargas Ipiranga do Sul Itatiba do Sul Jacutinga Marcelino Ramos Mariano Moro Paulo Bento Ponte Preta Quatro Irmãos São Valentim Severiano de Almeida Três Arroios Viadutos | 215 299                   | 5 726,582  |
| Região Geográfica Imediata de Carazinho            | Almirante Tamandaré do Sul Barra Funda Carazinho Chapada Colorado Constantina Coqueiros do Sul Engenho Velho Não-Me-Toque Nova Boa Vista Novo Xingu Rondinha Saldanha Marinho Santo Antônio do Planalto Sarandi | 147 401                   | 4 076,653  |
| Região Geográfica Imediata de Cruz Alta            | Boa Vista do Cadeado Boa Vista do Incra Cruz Alta Fortaleza dos Valos Ibirubá Jacuizinho Quinze de Novembro Salto do Jacuí Santa Bárbara do Sul Selbach Tupanciretã | 146 296                   | 8 295,939  |
| Região Geográfica Imediata de Frederico Westphalen | Ametista do Sul Boa Vista das Missões Caiçara Cristal do Sul Erval Seco Frederico Westphalen Iraí Jaboticaba Liberato Salzano Novo Tiradentes Palmitinho Pinhal Pinheirinho do Vale Rodeio Bonito Seberi Taquaruçu do Sul Vicente Dutra Vista Alegre | 115 734                   | 2 883,972  |
| Região Geográfica Imediata de Marau                | Camargo Casca Ciríaco David Canabarro Gentil Marau Muliterno Nova Alvorada Santo Antônio do Palma São Domingos do Sul Vanini Vila Maria | 83 460                    | 2 403,369  |
| Região Geográfica Imediata de Soledade             | Arvorezinha Barros Cassal Fontoura Xavier Ibirapuitã Itapuca Mormaço São José do Herval Soledade | 74 186                    | 3 458,642  |
| Região Geográfica Imediata de Tapejara-Sananduva   | Água Santa Charrua Ibiaçá Maximiliano de Almeida Paim Filho Sananduva Santa Cecília do Sul Santo Expedito do Sul São João da Urtiga Tapejara Vila Lângaro | 70 726                    | 2 621,140  |
| Região Geográfica Imediata de Lagoa Vermelha       | Barracão Cacique Doble Capão Bonito do Sul Caseiros Ibiraiaras Lagoa Vermelha Machadinho São José do Ouro Tupanci do Sul | 64 274                    | 3 852,574  |
| Região Geográfica Imediata de Palmeira das Missões | Cerro Grande Dois Irmãos das Missões Lajeado do Bugre Novo Barreiro Palmeira das Missões Sagrada Família São José das Missões São Pedro das Missões | 51 742                    | 2 417,704  |
| Região Geográfica Imediata de Nonoai               | Alpestre Gramado dos Loureiros Nonoai Planalto Rio dos Índios Trindade do Sul | 40 707                    | 1 659,099  |
| Total                                              | 144 | 1 284 760                 | 42 574,915 |